# アーガー・ハーン建築賞
アーガー・ハーン建築賞（Aga Khan Award for Architecture (AKAA) ）は、イスラム教イスマーイール派の分派・ニザール派の第49代イマームのアーガー・ハーン4世により1977年に創設された、イスラム社会の要求を満たす建築計画を対象とした建築の賞。賞の目的は、イスラム社会の要求と願望に対して、現代建築デザイン・公共住宅建設・まちづくり・共同体の育成と改善・建物の修復・再利用・街並み保存・ランドスケープデザイン（造景）・環境改善などの分野において優れた対処を示した建築計画を、顕彰し賞金を授与することにある。授賞式は3年ごとに開催され、複数の建築プロジェクトを選出し最高50万アメリカドルの賞金を授与している。
世界の建築賞の中でも、授与の対象に個々の建築や建築家個人だけでなく、優れた建築計画、携わった集団、計画に関わる利害関係者達などが含まれるところがユニークな点である。
この賞は、アーガー・ハーン開発ネットワーク（Aga Khan Development Network）の一部で、イスラム世界の社会・経済・文化の活性化を目的とする組織アーガー・ハーン・トラスト・フォー・カルチャー（Aga Khan Trust for Culture （AKTC））が実施している。

## 授与の過程
アーガー・ハーン建築賞はムスリムが重要な位置を占める共同体を対象にしている。3年毎のサイクルで運営されており、アーガー・ハーン4世が委員長を務める運営委員会が置かれる。
1回ごとに運営委員会が新しく構成され、賞を受ける建築計画の基準作り、その時代の関心事に合わせたテーマ選定、賞の将来についての長期計画の策定などを行う。運営委員会は毎回の審査員長（Master Jury）選定に責任を負うほか、セミナー、現地調査、授賞式典、広報、展覧会なども運営する。
候補となった建築計画の中から、審査員長が優秀なものを10つ前後選び、式典でこれらを表彰する。一つの建築計画に贈られる賞金は最高50万ドルで、世界の建築賞の中でも最高額である。賞は1978年から1980年までの第一サイクルに始まり、2005年から2007年の第十サイクルまでが終わっており、2008年から2010年までの第十一サイクルが進行している。これまで全世界で7,500箇所以上の計画が調査され、その中から92の建築計画が表彰され賞金を受けた。授賞式典は毎回イスラム圏を中心に異なる国で行われ、その国を代表する歴史的建築や宮殿などで開催されている。
審査員長による選考の対象外となる業績に対して運営委員長から贈られる委員長賞（Chairman's Award）もあるが、これは優れた建築家の生涯の業績に対する功労賞とされており、これまでエジプトの建築家・都市計画家ハッサン・ファトヒー（1980年）、イラクの建築家・教育者 Rifat Chadirji（1986年）、スリランカの建築家 ジェフリー・バワ（2001年）、イスラム芸術と建築の専門家オレグ・グラバール（2010年）の4回しか贈られていない。

## これまでの主な受賞対象
- アーリー・カープー（イスファハン）
- クウェート・タワー（クウェート）
- モスタル旧市街保存（ボスニア・ヘルツェゴビナ）
- アル＝アクサー・モスクの修復（エルサレム）
- グラミン銀行の住宅計画（バングラデシュ）
- アラブ世界研究所（パリ）
- ケルアン市街地保存（チュニジア）
- 新アレクサンドリア図書館（アレクサンドリア）
- ペトロナスツインタワー（クアラルンプール、マレーシア）
- Mausoleums of Multan（ムルターン, パキスタン）